# Villanueva de San Mancio
Villanueva de San Mancio es un municipio de España perteneciente a la provincia de Valladolid, en la comunidad autónoma de Castilla y León. En 2017 contaba con una población de 84 habitantes, mientras que en 2022 había ascendido hasta los 93. Históricamente hablando, fue una villa de señorío eclesiástico perteneciente al Monasterio de Sahagún.

## Geografía
Ubicación
La localidad está situada a una altitud de 744 m s. n. m. Su término municipal limita de la siguiente forma con las localidades de:
| Noroeste: Tamariz de Campos | Norte: Tamariz de Campos | Noreste: Belmonte de Campos (Palencia) |
| Oeste: Medina de Rioseco    |                          | Este: Belmonte de Campos (Palencia)    |
| Suroeste: Medina de Rioseco | Sur: Medina de Rioseco   | Sureste: Medina de Rioseco             |

## Geografía humana

### Demografía
Cuenta con una población de 102 habitantes (INE 2024).
| Gráfica de evolución demográfica de Villanueva de San Mancio entre 1842 y 2021                                        |
| |
| Población de derecho según los censos de población del INE. Población de hecho según los censos de población del INE. |

## Patrimonio

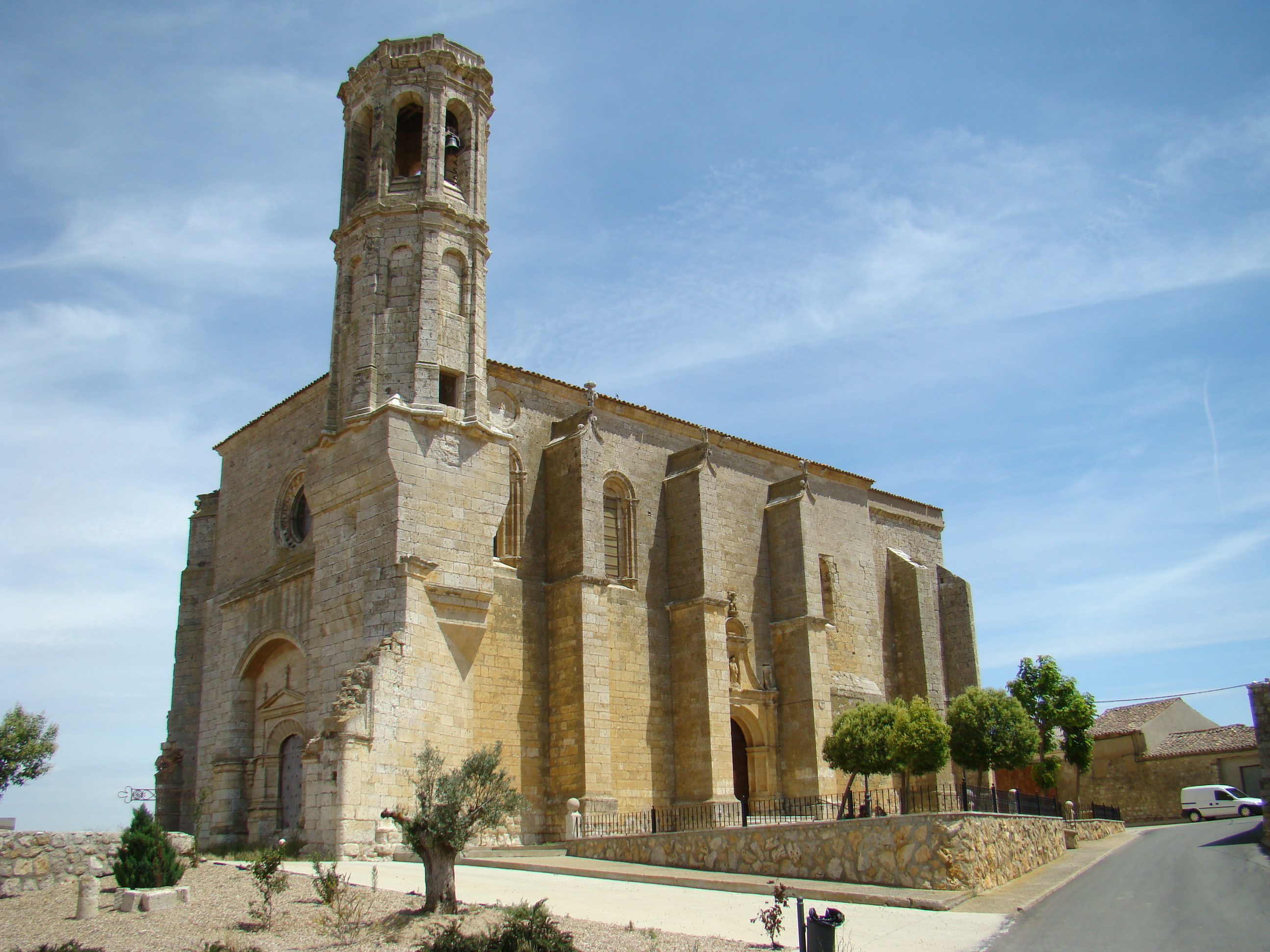
Iglesia de Santa María de Mediavilla.

A pesar de tener una larga historia que se remonta al siglo XI (o al menos es la primera vez que aparece en un documento) y haber sido uno de los prioratos más ricos del Monasterio de Sahagún, su patrimonio ha ido diezmándose en el constante avance del tiempo. Entre los elementos patrimoniales más destacados que podemos contemplar en la actualidad nos encontramos con:
- La Iglesia de Santa María, situada en la periferia noroeste de la localidad, fue construida en el siglo XVI y está dedicada a un mártir de la ciudad portuguesa de Évora, San Mancio, cuyas reliquias se encuentran en el altar mayor. Fue la iglesia de un antiguo monasterio benedictino,[7] demolido a mediados del siglo XIX después de haber sido desamortizado. El convento desaparecido era el Monasterio de San Mancio. Estaba habitado por 7 eclesiásticos en el siglo XVIII, incluyendo al párroco de la iglesia.[2] El campanario del templo es único en la región, ya que su base cuadrada se torna, con la altura, en octogonal. El interior es de una sola nave de 17 metros de altura. Está cubierta por unas bóvedas estrelladas, cuyo ábside tiene claves colgadas. Destacan varios altares barrocos dorados.
- La pequeña Ermita de Humilladero está en las afueras. Tiene un pórtico, añadido posteriormente, con columnas y un sencillo frontón.